# Cryptorhopalum bruchi
Cryptorhopalum bruchi is een keversoort uit de familie spektorren (Dermestidae). De wetenschappelijke naam van de soort werd in 1928 gepubliceerd door Maurice Pic.